# فريدة سهير
فريدة سهير (مواليد 4 أبريل 1957) لاعبة شطرنج مصرية. حصلت على لقب أستاذة دولية للشطرنج (WIM) من الاتحاد الدولي للشطرنج عام 1993.

## سيرتها
في عام 2005، فازت فريدة بسطا سهير بالميدالية الفضية في بطولة أفريقيا للسيدات للشطرنج في لوساكا وتأهلت للمشاركة في بطولة العالم للسيدات للشطرنج. في عام 2006، شاركت فريدة بسطا سهير في بطولة العالم للسيدات للشطرنج بنظام خروج المغلوب وخسرت أمام بيا كراملينج في الجولة الأولى. في عام 2007، احتلت المركز السادس في بطولة أفريقيا للسيدات للشطرنج في ويندهوك. في عام 2007، لعبت لصالح مصر في بطولة الألعاب الأفريقية للشطرنج، والتي احتلت المركز الخامس في تصنيف الفريق.
فريدة بسطا سهير لعبت لمصر في أولمبياد الشطرنج للسيدات:
- في عام 1980، في أول مشاركة في أولمبياد الشطرنج التاسع (سيدات) في فاليتا (+7، =2، -5).
- في عام 1982، في أول مشاركة في أولمبياد الشطرنج العاشر (سيدات) في لوسيرن (+3، =2، -7).
- في عام 1984، في أول مشاركة في أولمبياد الشطرنج السادس والعشرين (سيدات) في سالونيك (+5، =2، -5).
- في عام 1990، في أول مشاركة في أولمبياد الشطرنج التاسع والعشرين (سيدات) في نوفي ساد (+7، =2، -3).
- في عام 2008، في المركز الثاني في أولمبياد الشطرنج الثامن والثلاثين (سيدات) في دريسدن (+4، =1، -5).
- في عام 2010، في المركز الرابع في أولمبياد الشطرنج التاسع والثلاثين (سيدات) في خانتي مانسيسك (+3، =3، -3).

وفي عام 1993، حصلت على لقب FIDE Woman International Master (WIM).

## روابط خارجية
- فريدة بسطا سهير على موقع الاتحاد الدولي للشطرنج (الإنجليزية)
- فريدة بسطا سهير على موقع مباريات الشطرنج (الإنجليزية)
- فريدة بسطا سهير على موقع 365Chess.com (الإنجليزية)
- فريدة بسطا سهير على موقع Chesstempo.com (الإنجليزية)
- فريدة بسطا سهير سجل أولمبياد الشطرنج للسيدات على موقع OlimpBase.org (الإنجليزية)